# Ситник тупоцвітий
Ситник тупоцвітий, ситник тупопелюстковий (Juncus subnodulosus) — вид рослин із родини ситникових (Juncaceae), що зростає у Європі, Західній Азії, північно-західній Африці.

## Біоморфологічний опис
Багаторічна трава 40–130 см заввишки. Утворює пухкі дернини. Кореневище міцне й повзуче. Стебла з 1–2 стебловими листками; кореневище також дає поодинокі, довгі листки з укорочених пагонів. Листки 20–100 см. Суцвіття волотисте, широке, з численними коротенькими розчепіреними гілочками, 10–50 квіткових голів; головки 5–10-квіткові. Квітки солом'яно-жовті. Листочки оцвітини шкірясто-широко-перетинчасті, еліптичні, 2–2.5 мм, тупі. Коробочка рівна оцвітині, 3-гранно-яйцеподібна, загострена. Період цвітіння: червень і липень.

## Середовище проживання
Зростає  у Європі, Західній Азії, північно-західній Африці.
Цей вид зростає в різних вапнякових болотах, включаючи від нейтральних до основних ставків, затоплені луки в Італії та на Корсиці, заболочені луки та береги невеликих струмків на рівнинах та горах.
В Україні вид зростає на болотах і луках — у Закарпатті. 

## Синоніми
Синоніми: Juncus divaricatus Wolff, Juncus neesii F.Heller, Juncus obtusatus Kit. ex Schult., Juncus obtusiflorus Ehrh. ex Hoffm., Juncus retroflexus Rafn.